# Anjanazana
Anjanazana est une commune rurale malgache dans la région d'Ambatosoa.